# M'Bala Nzola
M'Bala Nzola (Buco-Zau, 18 de agosto de 1996) é um futebolista angolano que atua como centroavante. Atualmente defende o Pisa, emprestado pela Fiorentina.

## Carreira
Formado nas categorias de base do Troyes, Nzola passou também pelos juniores da Académica, onde fez sua estreia profissional em janeiro de 2015, na derrota por 4 a 1 para o Porto, em jogo válido pela Taça da Liga. Ele ainda faria outra partida contra os Dragões (desta vez pela Taça de Portugal), que novamente saíram de campo com goleada (5 a 1).
Após defender o Sertanense por um ano, Nzola mudou-se para a Itália em 2016 para defender o Virtus Francavilla, equipe da Lega Pro (terceira divisão). Também defendeu Carpi e Trapani antes de chegar ao Spezia em 2020 (inicialmente por empréstimo deste último), e em outubro do mesmo ano, a equipe da Ligúria anunciou a contratação de Nzola em definitivo. Em agosto de 2023, foi contratado pela sua atual equipe, a Fiorentina.

## Seleção Angolana
Nzola, que havia sido criado na França, optou em defender a seleção de Angola em março de 2021, fazendo sua estreia pelos Palancas Negras na partida contra Gâmbia, pelas eliminatórias da Copa das Nações Africanas.